# معركة وورسيستر
معركة ورسيستر هي معركة وقعت في 3 سبتمبر 1651م في ورسستر بإنجلترا، وكانت المعركة الأخيرة في الحرب الأهلية الإنجليزية. هزم الجيش النموذجي الجديد بقيادة أوليفر كرومويل، البالغ قوامه 28000 جندي، جيشَ الملك تشارلز الثاني البالغ 16000 فارس كانت الغالبية العظمى منهم من الأسكتلنديين. 